# La Vila International Rugby Cup
La Vila International Rugby Cup fue un torneo de rugby de selecciones absolutas organizado en 2023 por la Federación Española de Rugby en asociación con la World Rugby.
Se celebró del 11 al 18 de noviembre en el Estadio de Rugby de Villajoyosa El Pantano, en la localidad alicantina de Villajoyosa, España. El campeón de la competición fue Estados Unidos al derrotar en la final a España por 12 - 42.

## Equipos participantes
- Selección de rugby de Brasil
- Selección de rugby de Canadá
- Selección de rugby de España
- Selección de rugby de Estados Unidos

## Desarrollo

### Semifinales
| 11 de noviembre | Estados Unidos | 48 - 3 | Brasil | Campo de rugby El Pantano, Villajoyosa, España |  |

| 11 de noviembre | España | 42 - 20 | Canadá | Campo de rugby El Pantano, Villajoyosa, España |  |

### Tercer puesto
| 18 de noviembre | Brasil | 15 - 40 | Canadá | Campo de rugby El Pantano, Villajoyosa, España |  |

### Final
| 18 de noviembre | España | 12 - 42 | Estados Unidos | Campo de rugby El Pantano, Villajoyosa, España |  |

| Bandera de Estados Unidos |
| Campeón Estados Unidos    |